# 의령경찰서
의령경찰서(宜寧警察署, Uiryung Police Station)는 경상남도경찰청이 관할하는 경찰서 중 하나이다. 경상남도 의령군 의령읍 충익로 53에 위치하고 있다.
서장은 총경으로 보한다.

## 기본 정보
- 주소: 경상남도 의령군 의령읍 충익로 53
- 우편번호: 636-805

## 관할 파출소 및 지구대
의령경찰서는 1개의 지구대와 6개의 파출소를 산하에 두고 있다.
| 명칭       | 사진 | 주소               | 관할구역               | 치안센터                               |
| ---------- | ---- | ------------------ | ---------------------- | -------------------------------------- |
| 중부지구대 |      | 의령읍 의병로 176  | 의령읍, 가례면, 용덕면 | 가례치안센터 용덕치안센터 정암치안센터 |
| 부림파출소 |      | 부림면 대한로 1757 | 부림면, 낙서면, 봉수면 | 낙서치안센터 봉수치안센터              |
| 칠곡파출소 |      | 칠곡면 칠곡로 32   | 칠곡면, 대의면         | 대의치안센터                           |
| 화정파출소 |      | 화정면 화정로 962  | 화정면                 |                                        |
| 정곡파출소 |      | 정국면 법정로 930  | 정곡면                 |                                        |
| 지정파출소 |      | 지정면 함의로 1527 | 지정면                 |                                        |
| 유곡파출소 |      | 유곡면 마장로 18-1 | 유곡면, 궁류면         | 궁류치안센터                           |

## 사건사고
- 우범곤 순경 총기 난사 사건
- 밀양 성폭행 사건 당시 가해자 중 한명의 여자친구이며 피해자들을 조롱했던 사람이 2010년 경상남도지방경찰청 순경 공채에 합격한 후 의령경찰서에서 근무중이다.[4][5]

## 같이 보기
- 경상남도지방경찰청